# 中強羅站
中強羅站（日语：／ Naka-gōra eki */?）是一個位於神奈川縣足柄下郡箱根町，屬於小田急箱根鋼索線（箱根登山纜索鐵路）的鐵路車站。車站編號是OH 60。

## 概要
中強羅站屬於無人站。標高原為668米，2013年經再次勘測高度後修正為654米。

## 車站結構
採用簡易車站模式，設有相對式側式月台2個，有效長度為3輛，但現時列車均一律為2輛編成。路軌設於兩邊月台中央位置，停車時兩邊車門皆會開啟，乘客可從任何一邊上落車，各月台均設有開放式候車亭1座，但不設自動售票機或乘車證明書列印機。
兩個月台均設有無障礙斜道及樓梯出入口，均設於月末端向公園上站。
值得一睇是，本站及附近並沒有任何設施可以橫越兩邊月台，月台上的斜道位置原來為職員緊急用的平交道，但由於因路軌上舖有快速移動的纜索、滑輪等裝置，不適合被木板所封蓋，但在無法解決的情形下，結果就此作罷。最直接的方法，反而是在列車營業時間內，藉列車進站時內橫過另一邊，其他時間則只好運用鄰站附近的道路系統橫越。

### 月台配置
| 月台      | 路線         | 方向 | 前往       | 備註             |
| --------- | ------------ | ---- | ---------- | ---------------- |
| 北側 南側 | 箱根登山纜車 | 下行 | 早雲山方向 | 兩邊月台皆可使用 |
| 北側 南側 | 箱根登山纜車 | 上行 | 強羅方向   | 兩邊月台皆可使用 |

## 歷史
- 1921年12月1日：開業。
- 1944年2月11日：受不要不急線法令影響，鋼索線休業。
- 1950年7月1日：鋼索線重開，重新營業。

## 使用情況
| 年度   | 1日平均乘車人數 |
| ------ | --------------- |
| 1998年 | 155             |
| 1999年 | 139             |
| 2000年 | 123             |
| 2001年 | 108             |
| 2002年 | 87              |
| 2003年 | 72              |
| 2004年 | 62              |
| 2005年 | 57              |
| 2006年 | 60              |
| 2007年 | 64              |
| 2008年 | 68              |

## 相鄰車站
小田急箱根
 鋼索線（箱根登山纜車）
公園上（OH 59）－中強羅（OH 60）－上強羅（OH 61）

## 外部連結
- 中強羅站（页面存档备份，存于） - 小田急箱根